# バーガーシェフ
バーガーシェフ（Burger Chef）は、かつてアメリカ合衆国インディアナポリスに存在したハンバーガーを中心とするファストフードチェーン店。1970年代のアメリカではマクドナルド、バーガーキングと並ぶ三大ハンバーガー・チェーンだった。

## 概要
1954年創業、1968年にゼネラルフーヅ傘下となり1996年に「バーガ・ーシェフ」として営業していた最後の店が看板を下ろし、消滅。

## 世界展開

### 日本での展開

#### 1971
1971年6月26日、1959年に日本に進出したゼネラルフーヅ株式会社が神奈川県茅ヶ崎市常磐町4-15に全世界で1163店目にあたる日本一号店をドライブイン形式で開店。本格的な展開ではなくマーケティング用の実験店舗だったが、日本市場調査に2億円、開店までに1億円かかったという。郊外マーケットが成熟しておらずまもなく閉店した。
1971年はウインピー・インターナショナルと東食の合併会社「東食ウインピー」が6月26日に青山で開店、日本マクドナルドも7月20日に東京・三越銀座店をオープンするなど、外資系のハンバーガー・レストランが相次いで日本に進出した年だった。

#### 1974
1974年、株式会社不二家の100%出資による子会社、株式会社シェフジャパンによってチェーン展開が進められた。3月29日に第1号店の横浜西口店、4月10日に第2号店の浅草店をオープン。外資ハンバーガーチェーンでは初めてミートブロイラー、バンズグリラーのコンベヤーシステムで自動的に焼き上げるチャコール方式をとった。
ミートは明治ケンコー、バンズは伊藤製パン、店舗施行は高塚建設、ユニフォームは伊勢丹・松坂屋、印刷物はアロー印刷と大昭和製紙。店舗の外装は緑色の屋根とレンガ造り。テーマカラーはセピアDIC312、赤DIC198を使用。店舗、インテリア、印刷物のデザインは日本独自のものが多かった。

#### 日本店舗の主なメニュー

##### 1971
- バーガーシェフ
- バーガーシェフ・ダブル
- チーズバーガー
- チーズバーガー・ダブル
- ジャンボバーガー
- ハム・エンド・チーズ
- ジャンボ・ダブル
- フレンチフライ
- ミルクシェイク（大、小）
- アメリカン・コーヒー
- コーラ
- ファンタ
- バヤリース・オレンジ
- エコノミー・パック
- ジャンボ・パック
- スタート・パック

##### 1974
- コーヒー（ホット）
- ホットチョコレート
- コカコーラファンタ（レギュラー、ラージ）
- インディアナシェイク
- フレンチフライズ
- ホットアップルパイ
- ハンバーガー
- チーズバーガー
- ダブルチーズバーガー
- ビッグバーガー
- ジェフバーガー